# Tom Ripleys talent
Tom Ripleys talent (engelsk: The Talented Mr. Ripley) er en psykologisk thriller skrevet i 1955 af den amerikanske forfatter Patricia Highsmith. Romanen introducerede karakteren Tom Ripley, der også vender tilbage i fire efterfølgende bøger. Historien er flere gange filmatiseret, herunder i 1999 i filmen af samme navn.

## Handling
Tom Ripley er en ung mand der med alle tænkelige midler - i form af økonomiske småsvindlerier og forfalskninger af underskrifter - forsøger at opretholde en tilværelse i New York. Han antastes en dag af skibsmagnaten Herbert Greenleaf, der vil have Ripley til at rejse til Mongibello i Italien, for at overtale sin søn Dickie til at vende hjem til USA og slutte sig til familieforetagendet. Ripley overgiver sig tøvende, og overdriver overfor Greenleaf sit ellers yderst beskedne bekendtskab med Dickie, for at vinde hans tillid.
Kort efter sin ankomst til Italien møder han Dickie og dennes veninde Marge Sherwood. På trods af at det hurtigt lykkes Tom at indynde - og snart også indkvartere - sig hos Dickie, virker Marge ikke til at bryde sig specielt meget om ham. I takt med at Ripley og Dickie bruger mere og mere tid sammen, føler hun sig udenfor og begynder at insinuere over for Dickie, at Ripley er bøsse. Dickie bliver rasende da han en dag træder ind i sit soveværelse og overrasker Tom iklædt sit tøj og i færd med at imitere sin gestik og stemmeføring.
Fra dette øjeblik indser Ripley, at hans tilstedeværelse er begyndt at trætte Dickie, der efterhånden føler lede ved hans konstante selskab og voksende afhængighed af sine midler og sit personlige selskab. Ripley er ganske rigtigt blevet besat af Dickies person, og det liv de lever sammen, og besættelsen styrkes yderligere af Ripleys ønske om at imitere og opretholde den luksuriøse tilværelse som Dickie har givet ham mulighed for at leve.
Som en gestus til Ripley går Dickie ind på ideen om at rejse på en kort ferie sammen til Sanremo. Ripley lugter dog snart, at turen er affødt af dårlig samvittighed, og Dickie er ved at afbryde venskabet, og beslutter sig derfor endelig til at slå ham ihjel og antage hans identitet. Efter at de to er stævnet ud på havet i en lille lejet båd, banker Ripley ham ihjel med en af bådens årer og fastgør den døde krop til ankeret og dumper det i vandet. Herpå sænker han båden og redder sig selv i land på en nærliggende kyststrækning.
Ripley antager Dickies identitet og lever for de penge som månedligt bliver indsat hjemme fra USA på den afdødes konto. Samtidig korresponderer han omhyggeligt med Marge der fortsat bor hjemme i Mongibello, for at holde hende i den tro, at Dickie har forladt hende til fordel en solo-tilværelse i Rom. Freddie Miles, der er fra samme sociale lag og gammel ven af Dickie, dukker en dag op og træffer Ripley i, hvad han tror er Dickies lejlighed i Rom, og mistænker snart at noget er galt. Da Miles konfronterer ham med sin mistanke, myrder Ripley ham med et askebæger og skiller sig efterfølgende af med liget i en udkant af Rom, for at forlede politiet til at tro at Miles er blevet offer for røvere. Ripley indleder herefter et katten-efter-musen spil med det italienske politi, men formår at at redde sig selv ved at genantage sin egen identitet og flytte fra byen.
Marge og Dickies far ankommer i selskab med en amerikansk privatdetektiv til Venedig, og konfronterer her Ripley med situationen omkring Dickies opførsel og fravær. Han forklarer, at han ikke har haft kontakt med ham i længere tid, men antyder over for dem, at Dickie har været deprimeret og måske kan have begået selvmord. Marge bliver boende hos Ripley for en tid i hans lejede hus. Da hun en dag finder Dickies fingerringe i en skuffe på lejlighedens badeværelse, er hun snublende tæt på at gætte sagens rette sammenhæng. Ripley overvejer i panik at myrde Marge, men hun redder uforvarende sig selv ved at sige, at når Dickie har givet sine ringe væk til Ripley, må han virkelig have besluttet sig for at tage sig af dage.
Historien slutter med at Ripley rejser med skib mod Grækenland og affinder sig med tanken om sandsynligvis en gang at blive fanget. Han erfarer imidlertid, at Greenleaf-familien har accepteret ideen om at Dickie er død, og at de har overført hans arv til Ripley - i overensstemmelse med et testamente som Ripley har forfalsket på Dickies Hermes-skrivemaskine. Selv om bogen slutter med Tom Ripley som fri og velhavende, antyder den samtidig, at han måske kommer til at leve et liv i evig paranoia. I et af bogens sidste afsnit forestiller han sig nervøst hvordan en gruppe politifolk venter for at arrestere ham, og Highsmith lader sin protagonist spekulere: "...ville han se politibetjente vente på sig på hver eneste kaj han nogensinde nærmede sig?"

## Modtagelse
Mystery Writers of America nominerede i 1956 bogen til Edgar Allan Poe-prisen for bedste roman. I 1957 vandet bogen den franske litterære pris Grand Prix de Littérature Policière for bedste internationale kriminalroman.

## Adapteringer/bearbejdelser
TV
- Romanen blev første gang filmatiseret til et afsnit af antologi-serien Studio One (1956).

Film
- Plein Soleil (også kendt som Purple Noon), instrueret af René Clément, med Alain Delon som Ripley og Maurice Ronet som Greenleaf.
- The Talented Mr. Ripley, instrueret af Anthony Minghella, med Matt Damon som Ripley, Jude Law som Dickie, og Gwyneth Paltrow som Marge.
- Den indisk-tamilske adaptering Naan fra 2012 er baseret på både romanen og filmatiseringen fra 1999.

Radio
- Britiske BBC Radio 4's Saturday Play udgav i 2009 fortællingerne om Ripley som hørespil.

Teater
- I 2010 blev romanen adapteret til et teaterstykke på Northamptons's Royal Theatre.